# Microbryum brevicaule
Microbryum brevicaule är en bladmossart som beskrevs av Richard Henry Zander 1993. Microbryum brevicaule ingår i släktet pottmossor, och familjen Pottiaceae. Inga underarter finns listade i Catalogue of Life.